# هارفي ر. موريس
هارفي ر. موريس (بالإنجليزية: Harvey R. Morris)‏ هو سياسي أمريكي، ولد في 27 فبراير 1807، وتوفي في 17 نوفمبر 1886. حزبياً، نشط في الحزب الديمقراطي. وقد انتخب عضو جمعية ولاية نيويورك وانتخب عضو مجلس ولاية نيويورك.